# Joel Lawrence
Joel Lawrence, Joel Lawrence Clupper, född 24 september 1964 är en amerikansk skådespelare i pornografisk film. Han har medverkat i över 500 filmer sedan 1990, bland annat i flera med Ashley Blue.